# Frederikssund Stadion
Frederikssund Stadion er et fodboldstadion på Kalvøvej 9 i Frederikssund og hjemsted for en af byens fodboldklubber, Frederikssund IK.
Stadionet ligger på et inddæmmet areal tæt på Roskilde Fjord og under havets overflade, hvilket betød at både klubhus og baner blev oversvømmet i forbindelse med stormfloden den 6. december 2013.
Frederikssund Stadion har seks 11 mands baner, heraf to belyste og en enkelt med kunststof. Derudover er der en række mindre baner, heraf en belyst 8 mands bane med kunststof.